# Charles James Brenham

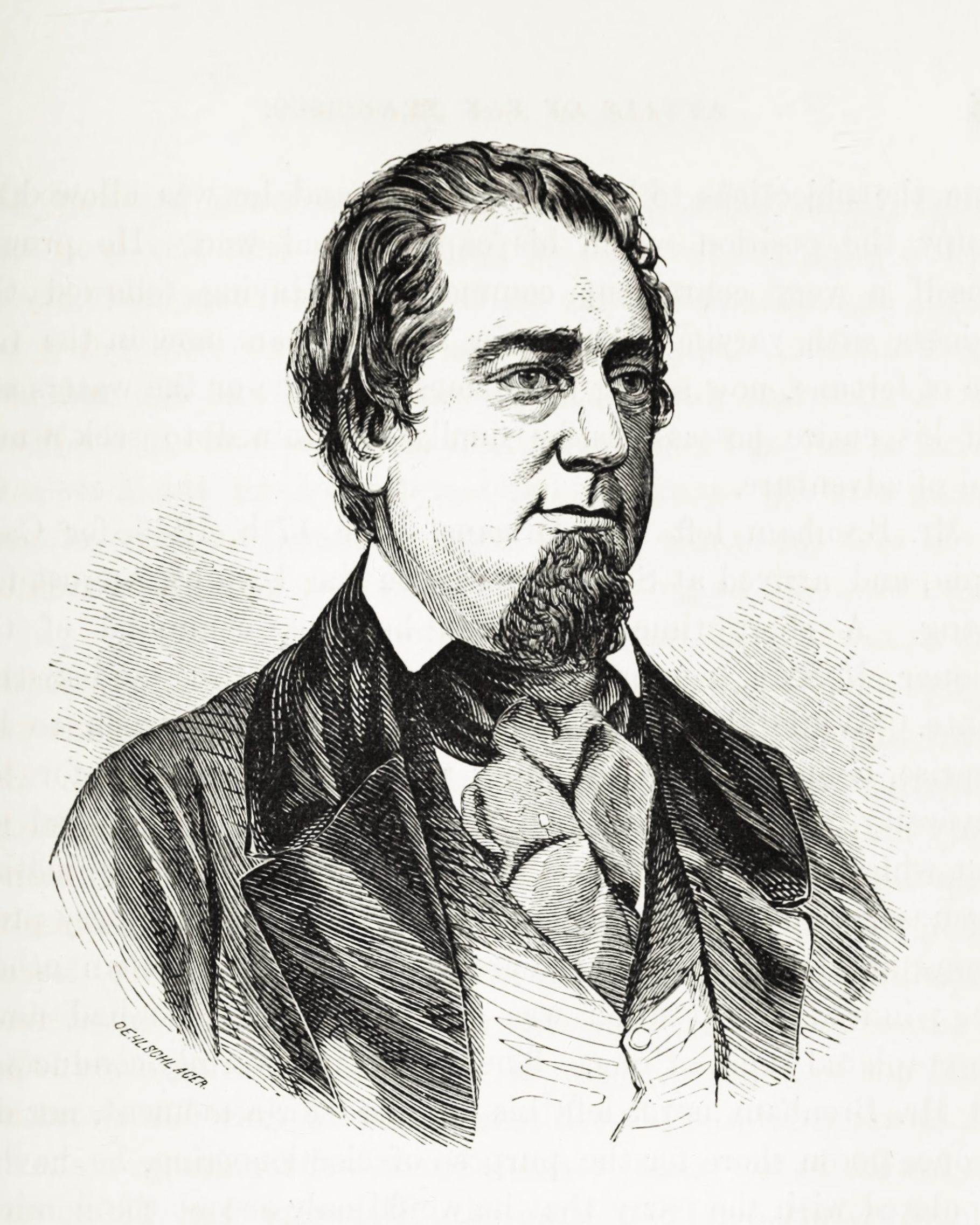
Imagem de Charles James Brenham.

Charles James Brenham (Frankfort, 6 de novembro de 1817 – São Francisco, 10 de maio de 1876) foi o segundo e o quarto prefeito de São Francisco em 1851, e entre 1852 e 1853.